# Danh sách album quán quân năm 2015 (Mỹ)

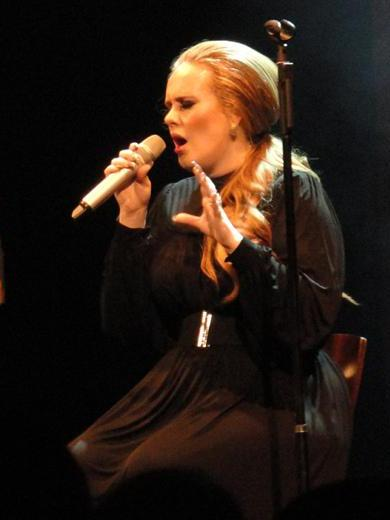
Album phòng thu thứ ba của nữ ca sĩ người Anh Adele, 25, là album bán nhanh nhất và chạy nhất của năm 2015 tính đến cuối năm. Album đứng ở vị trí quán quân bảng xếp hạng Billboard 200 trong 3 tuần cuối cùng của năm.

Các album và đĩa mở rộng bán chạy nhất năm trên thị trường Hoa Kỳ được xếp thứ tự trên bảng xếp hạng Billboard 200, xuất bản hằng tuần bởi tạp chí Billboard. Số liệu được Nielsen Soundscan theo dõi dựa trên doanh số vật lý và kỹ thuật số hằng tuần của mỗi album. Trong năm 2015, có tổng cộng 39 album đã đạt ngôi vị quán quân trên bảng xếp hạng. Trong số đó, album 1989 của nữ ca sĩ-nhạc sĩ nhạc đồng quê người Mỹ Taylor Swift bắt đầu chiếm lĩnh vị trí số 1 của bảng xếp hạng từ ấn bản ra ngày 3 tháng 1 năm 2015. 1989 đồng thời cũng là album có số tuần quán quân nhiều nhất năm với 6 tuần ở vị trí quán quân và là album bán chạy nhất năm 2015 trước khi 25 của Adele vượt qua doanh số của album này để trở thành album có doanh số cao nhất trong 3 ngày và tính đến cuối năm. Sản phẩm âm nhạc thứ tư của nghệ sĩ hip hop soul người Canada Drake, If You're Reading This It's Too Late, trở thành album bán chạy thứ ba trong danh sách và là album có doanh thu kỹ thuật số cao nhất năm với tổng cộng 535.000 đơn vị kỹ thuật số được tiêu thụ, bao gồm 495.000 đơn vị là doanh số album truyền thống.
Một số album khác có thời lượng ở vị trí quán quân đáng kể gồm có To Pimp a Butterfly của Kendrick Lamar, Dreams Worth More Than Money của Meek Mill, Kill the Lights của Luke Bryan, Beauty Behind the Madness của The Weeknd, Traveller của Chris Stapleton và 25 của Adele. Chỉ có duy nhất 4 album trải qua 2 tuần quán quân, trong khi 2 album còn lại nắm giữ vị trí số một trong 3 tuần. Xuyên suốt năm 2015, chỉ có 2 nghệ sĩ có nhiều hơn 2 album quán quân trên bảng xếp hạng: Drake với If You're Reading This It's Too Late và What a Time to be Alive, và Future với DS2 và What a Time to be Alive.
25 của Adele bán ra 1,9 triệu bản sau 2 ngày phát hành, và 2,3 triệu bản sau 3 ngày, qua đó trở thành album bán nhanh nhất của thế kỷ 21 và là album bán chạy nhất năm 2015. Doanh số của album cán mốc 2,433 triệu bản chỉ trong 4 ngày đầu tiên, phá kỷ lục doanh số trong một tuần của một album kể từ khi Nielsen Soundscan bắt đầu theo dõi doanh số năm 1991, vốn được album No Strings Attached của *NSYNC nắm giữ với 2,416 triệu bản bán được trong tuần lễ ra mắt vào tháng 3 năm 2000. Tính đến ngày thứ 5, 25 đã bán được 2,8 triệu bản, trong đó có 1,45 triệu bản kỹ thuật số, phá kỷ lục doanh thu kỹ thuật số của một album trong tuần đầu phát hành. Tổng cộng, album này đã đạt doanh số 3,38 triệu bản tại Mỹ trong tuần đầu tiên, trở thành album đầu tiên bán được 3 triệu bản trong một tuần, và cũng là album thứ hai duy nhất bán ra hơn 2 triệu bản trong một tuần.
Kể từ tháng 7 năm 2015, lịch trình theo dõi doanh số trong một tuần bắt đầu từ thứ Sáu (để trùng với Ngày Phát hành Toàn Cầu của ngành công nghiệp âm nhạc) và kết thúc vào thứ Năm.

## Lịch sử xếp hạng

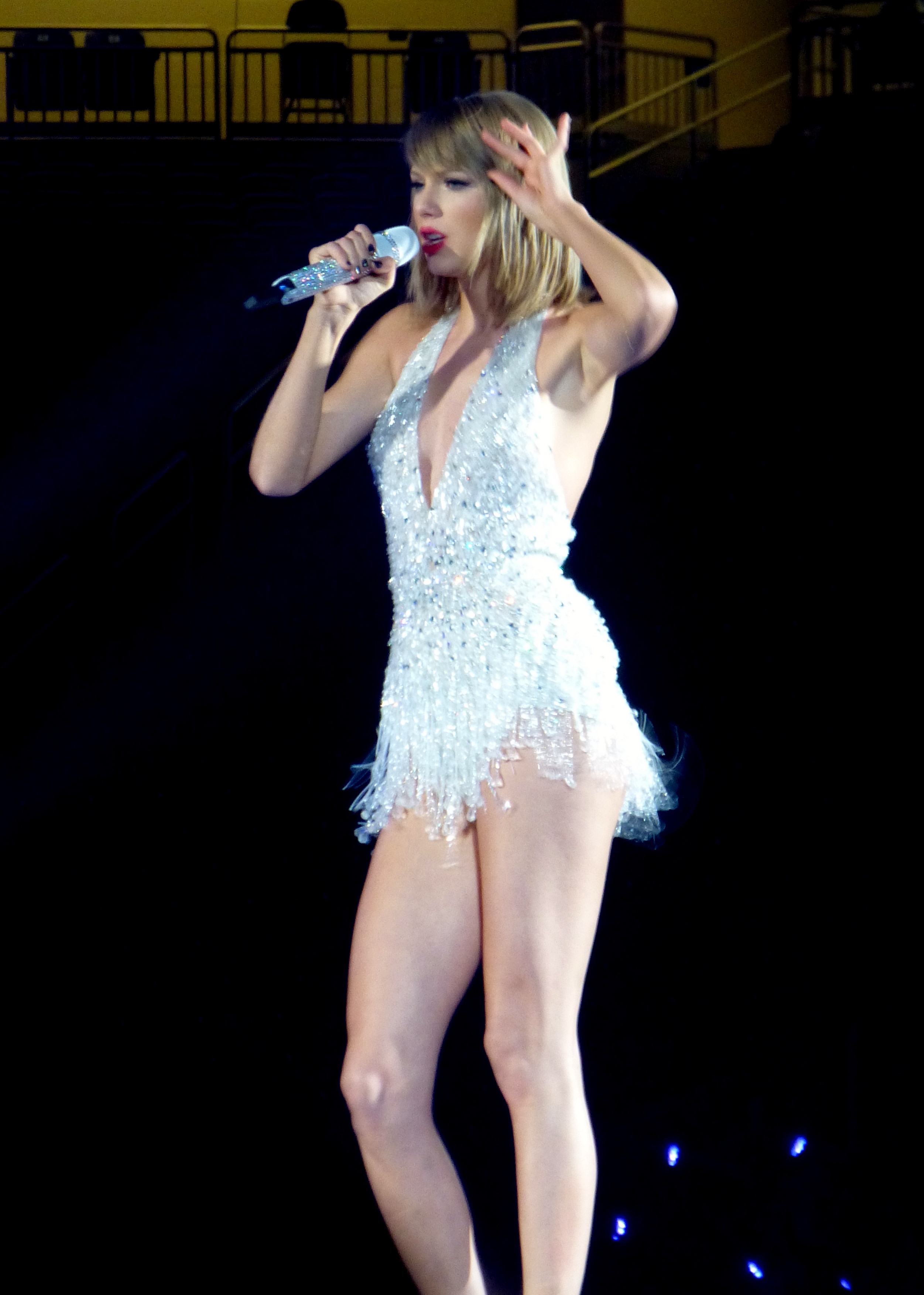
Album phòng thu thứ năm của Taylor Swift, 1989, là album bán chạy thứ nhì của năm và trở lại ngôi vị quán quân bảng xếp hạng Billboard 200 trong tổng cộng 6 tuần vào đầu năm 2015.

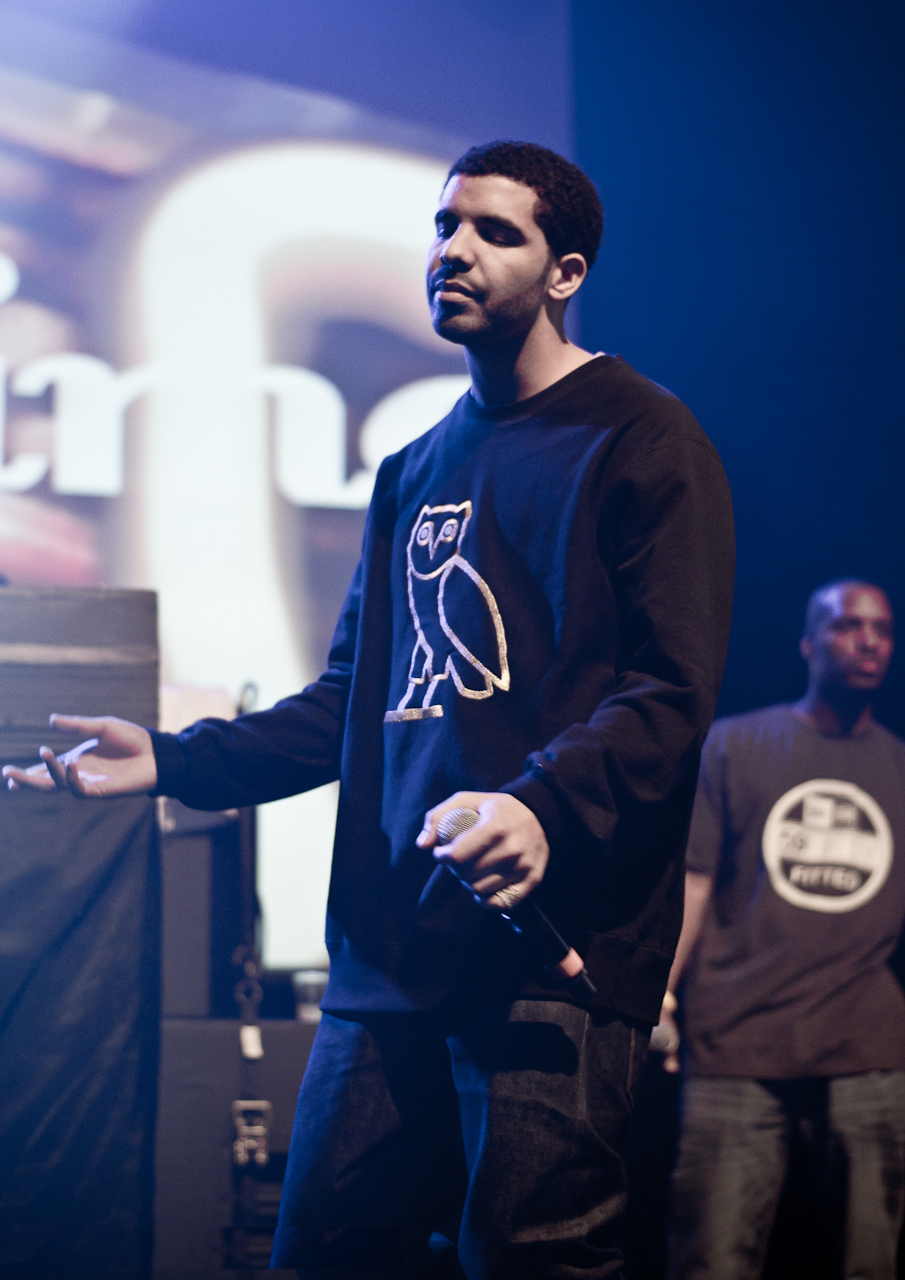
Nghệ sĩ nhạc hip hop soul người Canada Drake có được album quán quân thứ tư không liên tiếp tại thị trường Mỹ với mixtape If You're Reading This It's Too Late.

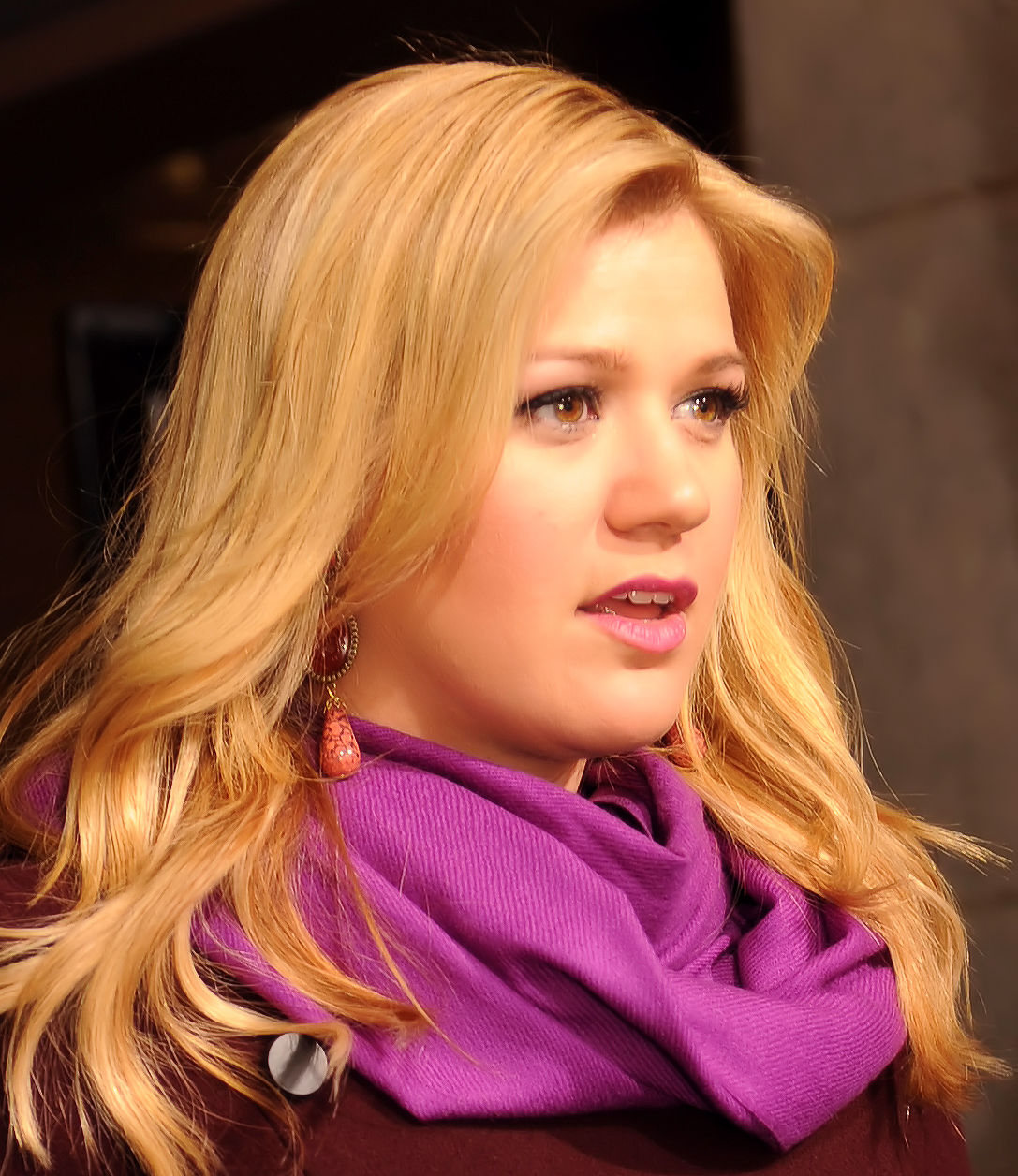
Ca sĩ-nhạc sĩ nhạc pop Kelly Clarkson thu được album quán quân thứ ba trong sự nghiệp với Piece by Piece.

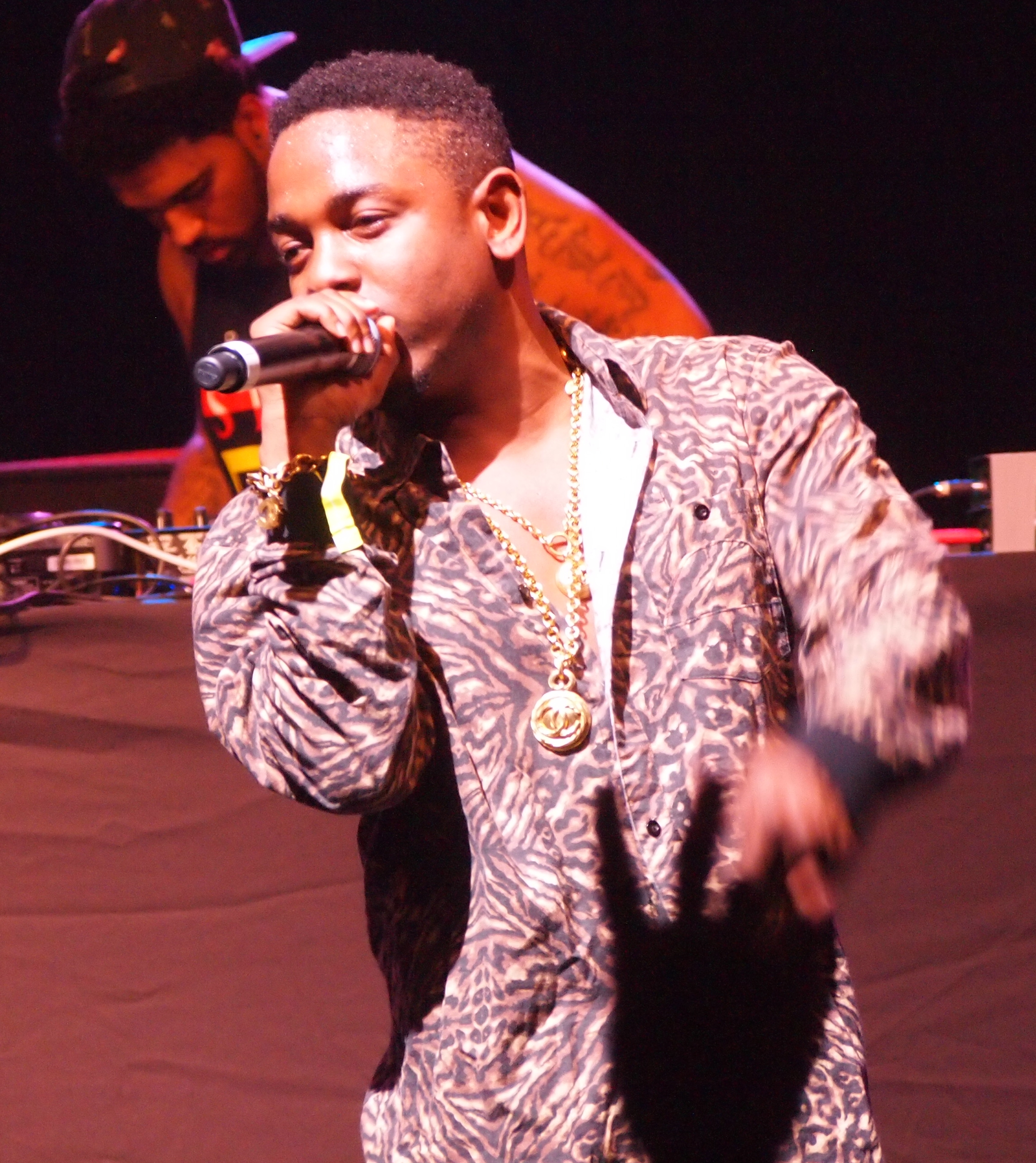
To Pimp a Butterfly là album quán quân đầu tiên trên bảng xếp hạng của rapper đến từ bờ Tây nước Mỹ, Kendrick Lamar.

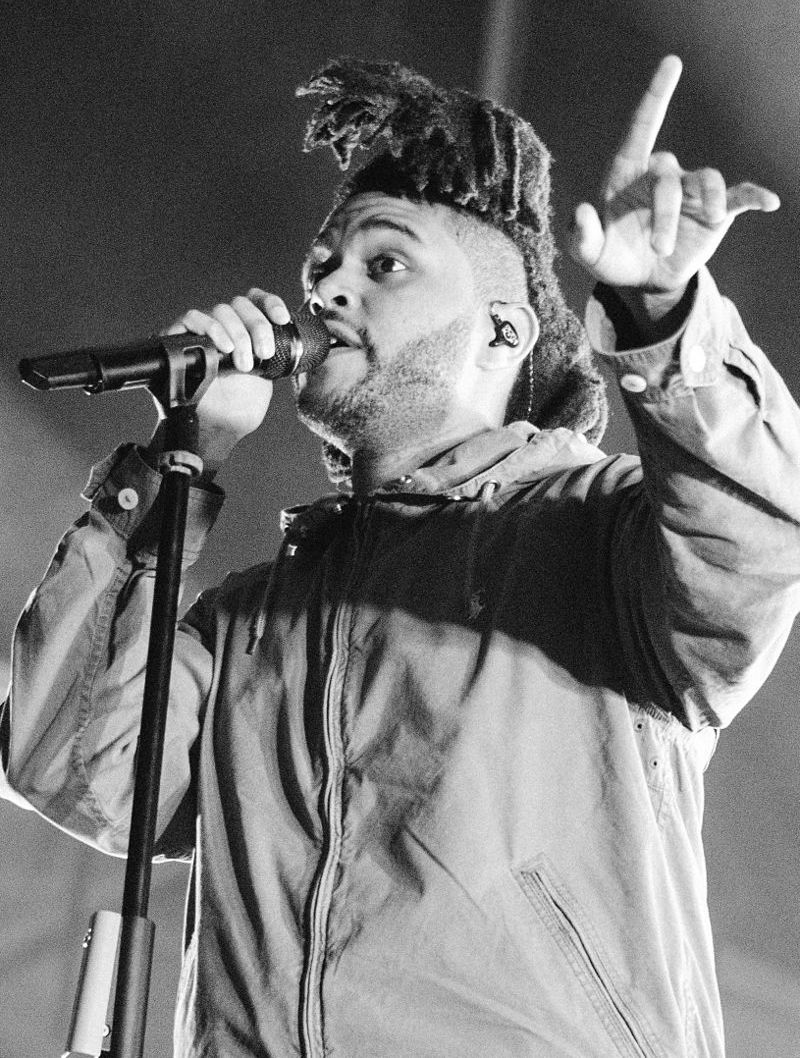
Ca sĩ nhạc pop người Canada The Weeknd có được album quán quân đầu tiên tại quốc gia này với album phòng thu thứ hai của anh, Beauty Behind the Madness.

| Album quán quân bảng xếp hạng cuối năm 2015 | Chỉ album quán quân bảng xếp hạng cuối năm 2015 của Billboard |

| Ấn bản ra ngày | Album                                     | Nghệ sĩ                  | Nguồn         |
| -------------- | ----------------------------------------- | ------------------------ | ------------- |
| 3 tháng 1      | 1989                                      | Taylor Swift             | [ 13 ]        |
| 10 tháng 1     | 1989                                      | Taylor Swift             | [ 14 ]        |
| 17 tháng 1     | 1989                                      | Taylor Swift             | [ 15 ]        |
| 24 tháng 1     | 1989                                      | Taylor Swift             | [ 16 ]        |
| 31 tháng 1     | Title                                     | Meghan Trainor           | [ 17 ]        |
| 7 tháng 2      | American Beauty/American Psycho           | Fall Out Boy             | [ 18 ]        |
| 14 tháng 2     | 1989                                      | Taylor Swift             | [ 19 ]        |
| 21 tháng 2     | 1989                                      | Taylor Swift             | [ 20 ]        |
| 28 tháng 2     | If You're Reading This It's Too Late      | Drake                    | [ 21 ]        |
| 7 tháng 3      | Smoke + Mirrors                           | Imagine Dragons          | [ 22 ]        |
| 14 tháng 3     | Dark Sky Paradise                         | Big Sean                 | [ 23 ]        |
| 21 tháng 3     | Piece by Piece                            | Kelly Clarkson           | [ 24 ]        |
| 28 tháng 3     | Empire: Original Soundtrack from Season 1 | Nhiều nghệ sĩ            | [ 25 ]        |
| 4 tháng 4      | To Pimp a Butterfly                       | Kendrick Lamar           | [ 26 ]        |
| 11 tháng 4     | To Pimp a Butterfly                       | Kendrick Lamar           | [ 27 ]        |
| 18 tháng 4     | The Album About Nothing                   | Wale                     | [ 28 ]        |
| 25 tháng 4     | Furious 7                                 | Nhiều nghệ sĩ            | [ 29 ]        |
| 2 tháng 5      | Handwritten                               | Shawn Mendes             | [ 30 ]        |
| 9 tháng 5      | Sound & Color                             | Alabama Shakes           | [ 31 ]        |
| 16 tháng 5     | Jekyll + Hyde                             | Zac Brown Band           | [ 32 ]        |
| 23 tháng 5     | Wilder Mind                               | Mumford & Sons           | [ 33 ]        |
| 30 tháng 5     | Pitch Perfect 2                           | Nhiều nghệ sĩ            | [ 34 ]        |
| 6 tháng 6      | Blurryface                                | Twenty One Pilots        | [ 35 ]        |
| 13 tháng 6     | At. Long. Last. ASAP                      | ASAP Rocky               | [ 36 ]        |
| 20 tháng 6     | How Big, How Blue, How Beautiful          | Florence and the Machine | [ 37 ]        |
| 27 tháng 6     | Drones                                    | Muse                     | [ 38 ]        |
| 4 tháng 7      | Before This World                         | James Taylor             | [ 39 ]        |
| 11 tháng 7     | Dark Before Dawn                          | Breaking Benjamin        | [ 40 ]        |
| 18 tháng 7     | Dreams Worth More Than Money              | Meek Mill                | [ 41 ]        |
| 25 tháng 7     | Dreams Worth More Than Money              | Meek Mill                | [ 42 ]        |
| 1 tháng 8      | Black Rose                                | Tyrese                   | [ 43 ]        |
| 8 tháng 8      | DS2                                       | Future                   | [ 44 ]        |
| 15 tháng 8     | Woman                                     | Jill Scott               | [ 45 ]        |
| 22 tháng 8     | Descendants: Original TV Movie Soundtrack | Nhiều nghệ sĩ            | [ 46 ]        |
| 29 tháng 8     | Kill the Lights                           | Luke Bryan               | [ 47 ]        |
| 5 tháng 9      | Kill the Lights                           | Luke Bryan               | [ 48 ]        |
| 12 tháng 9     | Immortalized                              | Disturbed                | [ 49 ]        |
| 19 tháng 9     | Beauty Behind the Madness                 | The Weeknd               | [ 50 ]        |
| 26 tháng 9     | Beauty Behind the Madness                 | The Weeknd               | [ 51 ]        |
| 3 tháng 10     | Beauty Behind the Madness                 | The Weeknd               | [ 52 ]        |
| 10 tháng 10    | What a Time to Be Alive                   | Drake và Future          | [ 53 ] [ 54 ] |
| 17 tháng 10    | Fetty Wap                                 | Fetty Wap                | [ 55 ]        |
| 24 tháng 10    | Unbreakable                               | Janet                    | [ 56 ]        |
| 31 tháng 10    | Revival                                   | Selena Gomez             | [ 57 ]        |
| 7 tháng 11     | Pentatonix                                | Pentatonix               | [ 58 ]        |
| 14 tháng 11    | Sounds Good Feels Good                    | 5 Seconds of Summer      | [ 59 ]        |
| 21 tháng 11    | Traveller                                 | Chris Stapleton          | [ 60 ]        |
| 28 tháng 11    | Traveller                                 | Chris Stapleton          | [ 61 ]        |
| 5 tháng 12     | Purpose                                   | Justin Bieber            | [ 62 ]        |
| 12 tháng 12    | 25                                        | Adele                    | [ 63 ]        |
| 19 tháng 12    | 25                                        | Adele                    | [ 64 ]        |
| 26 tháng 12    | 25                                        | Adele                    | [ 65 ]        |